# Euno
Euno (m. 132 a. C.) fue un esclavo procedente de Apamea, en Siria. Lideró el levantamiento de esclavos de Sicilia durante la primera guerra servil.

## Biografía
Euno alcanzó el liderazgo de la revuelta gracias a su reputación como mago y profeta. Además de estas habilidades, Euno era capaz de tragar fuego y expulsarlo por la boca y decía que recibía visiones de la diosa Derceto, una gran diosa de su tierra natal, que se identifica con la diosa latina Deméter. Según Euno, una de las revelaciones procedentes de Derceto fue que la revuelta de esclavos tendría éxito en la captura de la ciudad de Enna. 
Euno participó en la captura de Enna, posicionándose a la cabeza del asedio y expulsando fuego por la boca para alentar a sus soldados. Tras la captura de Enna, Euno fue coronado como rey de los esclavos. Euno tomaría posteriormente el nombre de Antíoco, un nombre usado por la familia Seléucida que gobernaba en Siria, y a partir de entonces llamaría a sus seguidores, que ya rondaban los 70.000, sus sirios. Tras la derrota de los esclavos por un ejército romano liderado por Perpenna, Euno y los miembros de su "corte" se refugiaron en una cueva pero fueron posteriormente capturados.
La mayor parte de lo que se ha escrito sobre Euno y sobre la primera guerra servil procede de los escritos de Diodoro Sículo, en el que se basó Posidonio como su fuente principal. El epítome sobre el tema de Lucio Anneo Floro contiene extractos de los escritos perdidos de Livio. Tanto Diodoro como Posidonio, a partir de la derrota de los esclavos, son parciales a favor de los romanos. Sin embargo Posidonio, como Euno, era un sirio de Apamea, y por tanto sus escritos sobre el líder de los esclavos pueden ser más imparciales. Además, el conocimiento de Posidonio sobre las divinidades y la religión de Siria hacen sus relatos más jugosos en detalles. 
Una expedición arqueológica encontró una moneda en Enna con la inscripción "Rey Antíoco". Es bastante probable que dicho Antíoco sea Euno y no alguno de los integrantes de la familia seléucida.